# Operacija Vlaštica
Vlaštica je 915 metara visoka i dominantna kota u dubrovačkom zaleđu, u bosanskohercegovačkoj općini Ravno, s koje su u Domovinskom ratu tijekom 1992. godine pripadnici postrojbi vojske Republike Srpske vršili navođenje topničke vatre na civilne ciljeve u Dubrovniku i okolici.
Operacija Vlaštica je bila jedna od najvažnijih operacija Domovinskog rata na Južnom bojištu, a cilj joj je bio zauzimanje 915 metara visoke kote i odbijanje neprijatelja što dalje od Dubrovnika, a u svrhu sprječavanja daljnjeg granatiranja civilnih ciljeva. Gubitkom Vlaštice neprijatelj je gubio izvidničku kotu za posredno granatiranje. Operacija je pomno planirana duže vrijeme. Izvidnici Četvrte gardijske i 163. dubrovačke brigade tri mjeseca su izviđali teren i tražili najprohodnije pravce djelovanja. Izlazak na vrh Vlaštice je bio iznimno težak zbog kamenjara i teško prohodnog terena, no izvidnici su dobro obavili svoj posao pa je akcija mogla krenuti.
Plan akcije je bio da se 3. bojna 4. gardijske brigade penje zapadnom padinom Vlaštice na njen sami vrh, jedna satnija 2. pješačke bojne 163. brigade HV južnom padinom na Ilijin vrh, a jedna satnija 1. pješačke bojne 163. brigade jugoistočnom padinom do male, ali značajne kote Buvavac. Podršku pješaštvu na svim pravcima djelovanja je pružalo topništvo Hrvatske vojske.
Akcija je krenula u 05:00 sati 22. listopada 1992. godine žestokom topničkom paljbom po neprijateljskim topničkim položajima. Tri postrojbe koje su sudjelovale u operaciji Vlaštica su krenule sa svojih polaznih položaja istovremeno. Unatoč izrazito teškom i gotovo neprohodnom terenu te velikom usponu, jakim, dobro naoružnim neprijateljskim snagama na samim vrhovima i njihovim neprestanim topničkim djelovanjem po postrojbama Hrvatske vojske, do kasnih popodnevnih sati 26. listopada postrojbe Hrvatske vojske su potpuno ovladale Vlašticom, Ilijinim vrhom i Buvavcem.
Daljnji tijek operacije Vlaštica je bio izbijanje na potez Srnjak - Orah - Bobovište - kota Gradina, što je Hrvatska vojska uspješno obavila. Nakon operacije postrojbe 163. brigade HV su na dostignutim položajima prešle u aktivnu obranu i tu ostale do siječnja 1996. godine, kad su ih na tim položajima zamijenile postrojbe Hrvatskog vijeća obrane.